# Бажок Павлина Никифорівна
Павлина Никифорівна Бажок (нар. 25 вересня 1946, тепер Республіка Білорусь) — українська радянська діячка, машиніст електромостового крана Нижньодніпровського трубопрокатного заводу імені Карла Лібкнехта. Депутат Верховної Ради УРСР 11-го скликання.

## Життєпис
Освіта середня.
З 1965 року — учень машиніста, машиніст електромостового крана Нижньодніпровського трубопрокатного заводу імені Карла Лібкнехта Дніпропетровської області.
Потім — на пенсії в місті Дніпропетровську (Дніпрі).

## Нагороди
- ордени
- медалі